# Henrik Nystrup Kragh
Henrik Nystrup Kragh, er en tidligere dansk fodbolddommer, der dømte i den danske Superliga i perioden 2005-2013, hvor det i alt blev til 101 kampe. 
Han blev udnævnt til dommer i Superligaen i sommeren 2005 som et led i et generationsskifte blandt dommerne i den bedste række. Samtidig med Henrik Kragh blev også Henning Jensen og Lars Christoffersen rykket op i Superligaen.  Han indstillede sin karriere i januar 2014 efter længere tids skadespause.